# لوكوموتيف موسكو
نادي لوكوموتيف موسكو لكرة القدم (بالروسية: Футбольный клуб «Локомотив» Москва) نادي كرة قدم روسي يلعب في دوري الدرجة الممتازة. تم تأسيس النادي في سنة 1923.